# Древнегреческий обол
Золотой обол царя Магаса из Кирены (308—277 гг. до н.э.)
Обо́л (др.-греч. ὀβολός от др.-греч. ὀβελός — металлический прут, четырехгранный стержень, вертел; лат. obolus) — весовая единица, равная примерно около 0,73 грамма; серебряная, а впоследствии золотая или медная монета в Древней Греции, 1/6 драхмы.

## Этимология
Древний мир прошел различные ступени развития товаро-денег. Знакомо греко-римскому миру также и употребление в этой роли предметов утвари — котлов, треножников, вертелов. Название «обол» восходит к тем временам, когда средством денежного обращения были железные прутики οβελοτ, шесть штук которых, зажатых в горсть, составляли драхму. Первоначально обол представлял собой металлический прут стандартной формы. Древнейшие прутья найдены в Аргосе и датируются до IX до н. э., дольше всего сохранялись в Спарте. В Афинах после реформ Солона введен серебряный обол, монета массой около 0,7-0,73 грамма, позднее — и медная монета. Делился на 8 халков. Железный обол Спарты равнялся 4 халкам. Был распространён в ряде эллинистических государств и в восточных провинциях Римской империи.

## История чеканки
Обол использовался в качестве денег, в частности, для благотворительных целей, и для жертвоприношений. Вес серебряного аттического обола составлял около 0,73 г. Чеканились также монеты достоинством в 2 (диобол), 3 (триобол), 4 (тетробол), 5 (пентобол) и 1,5 обола (тригемиобол). В свою очередь обол делился на восемь фракций: 3/4 обола (тритеморий = 1/8 драхмы), 1/2 обола (гемиобол) = 1/12 драхмы и т. д.

## Обол Харона

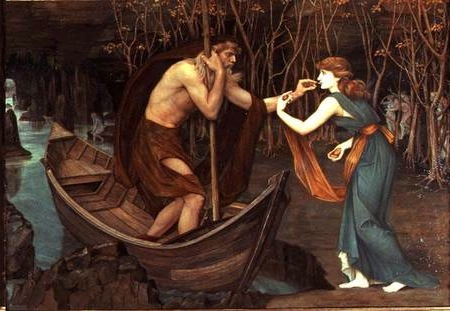
Джон Роддэм Спенсер Стэнхоуп. Харон и Психея. 1883 год

В Древней Греции существовал обычай класть в могилу монету (или несколько монет). Греки клали обол в рот умерших (под язык) как плату Харону за перевоз в Аид.